# OM 150
Les OM 100 / 120 & 150 appartiennent à une gamme de camions lourds fabriquée par le constructeur italien OM, filiale de Fiat V.I., de 1967 à 1973. Cette gamme de camions ne sera jamais importée en France.

## Histoire
Après avoir produit avec grand succès la gamme Tigre, OM décide en 1967 de la remplacer et de moderniser sa gamme de véhicules lourds et de l'élargir en présentant les modèles "100 / 120 & 150".
Conçue selon les directives de la maison mère Fiat V.I., cette gamme est le premier pas vers l'unification des gammes du groupe italien qui comprend Fiat, Lancia et OM en Italie mais également Unic en France. Ces camions sont construits sur une base commune, l'"OM 150" est lancé le premier en 1967, le "120" de moindre charge pour mieux répondre aux demandes du marché suit en 1968 et le plus petit "100" en 1969. 

### OM 150 (1967-1970)
Le "150" dispose du nouveau moteur 6 cylindres UNIC M42S, rebaptisé CUS 1, de 8 075 cm3 développant 176 Ch DIN à 2 600 tr/min au début, puis très vite porté à 186 Ch. Il dispose d'une boîte de 10 + 2 rapports. Son PTC en version 4x2 est de 14 tonnes en Italie qui grimpe à 15 tonnes pour les homologations TP, son PTRA est de 28 t avec une remorque 2 essieux de 14 tonnes. 
Ce modèle sera souvent transformé, comme de coûtume en Italie, par des ateliers professionnels en 6x2 avec 3e essieu autodirecteur et relevable, pour en augmenter la charge totale qui passe ainsi de 14 à 18 tonnes. Pour les versions route, l'essieu était placé après l'essieu moteur avec allongement du châssis, pour les versions chantier, le châssis choisi était la version longue et l'essieu était ajouté devant l'essieu moteur. 
Le châssis sera également utilisé pour des pompes à béton et d'engins spéciaux d'aéroports.
Le modèles est proposé en 2 versions, tracteur avec un empattement de 3,17 m et porteur avec 2 empattements de 4,10 et 4,72 mètres.

### OM 120 (1968-1974)
Lancé un an après le "150", l'OM 120 bénéficie du même châssis mais est équipé avec le moteur 6 cylindres OM CP3 de 7,412 cm3 développant 145 Ch DIN à 2.600 tr/min. Il a été homologué en Italie pour un PTC de 12,5 tonnes. Ce modèle est proposé avec 2 empattements 3,60 et 4,01 mètres. 

### OM 100 (1969-1974)
L'OM 100 est le dernier modèle présenté en 1969 pour combler le trou laissé entre le Tigrotto) et le "120". Équipé du même moteur OM CP3 de 7,412 cm3 mais dont la puissance est limitée à 135 Ch DIN à 2.400 tr/min, il est homologué en Italie pour un PTC de 11 tonnes. Il est proposé avec 3 empattements, 3,17 - 3,60 & 4,01 mètres.

## OM 1502esérie(1970-74)
En 1970, le constructeur Fiat-OM lance ce que l'on peut définir comme la seconde série de l'"OM 150" dont la seule évolution est le remplacement du moteur par un nouveau moteur UNIC L63S de 8 905 cm3 développant 193 Ch DIN avec une boîte de vitesses Fiat 2x5 rapports, plus conforme aux attentes des transporteurs italiens..

Le modèle "OM 100" a été remplacé par l'OM N 100 dans la gamme Fiat-OM série « X » et le modèle "OM 150" par le Fiat-OM 160, qui a également remplacé le Fiat 684. C'est la première étape vers l'intégration et l'unification des gammes qui sera réalisée à partir de 1975 avec la création d'Iveco.